# Rafael Bobadilla
Rafael Bobadilla (né le 24 octobre 1963 au Paraguay) est un joueur de football international paraguayen, qui évoluait au poste de milieu de terrain.

## Biographie

### Carrière en club
Il termine meilleur buteur du championnat du Paraguay en 1983.
Il remporte la Copa Libertadores en 1990 avec le Club Olimpia.

### Carrière en sélection
Avec l'équipe du Paraguay, il joue 4 matchs (pour aucun inscrit) entre 1985 et 1987. 
Il figure dans le groupe des sélectionnés lors de la Copa América de 1987 organisée en Argentine.

## Palmarès
| Club Olimpia - Championnat du Paraguay (5) : - Champion : 1983, 1985, 1988, 1997 et 1998. - Meilleur buteur : 1983 (14 buts). - Copa Libertadores (1) : - Vainqueur : 1990. |  | Millonarios - Championnat de Colombie (1) : - Champion : 1987. |